# 出っ歯
出っ歯（でっぱ）は、反っ歯（そっぱ）とも言い、上顎の前歯の先端部、あるいは上顎の前歯全体が突出している状態、又はその人を指す。歯科医療では上顎前突症の症例の一つと見るが、形質人類学では歯槽 の前傾・前突による個人差もしくは人種差を示す形質とし、病的なものとはしない。
俗語であり、医学的・人類学的・解剖学的な用語ではなく、厳密な定義もないが、よく目立つ特徴であるので人目を引き、芸能人の中にはそれを売りにする者もいる反面、一般には容貌を損なうとして矯正治療の対象となる場合が多い。20世紀前半頃までは日本人に多く、普通に見られたが、その後急速に減りつつある。

## 形態
普通に口を閉じた状態では、歯列は唇に隠されて見えないが、上顎の切歯（前歯。門歯とも言う）の先端部の突出が大きいとそれが唇の間から見えてしまう。歯列弓（歯列が形成する曲線）が大きい場合は、やはり上唇を押しのけて歯列が露出する（いわゆる、歯茎［はぐき］が出ている状態）。プロフィル（横顔）を見ると、切歯が突出する例では上唇が前方に突き出し、その先から歯の先端がのぞく。歯列が大きい場合は鼻の下から上唇全体が前突する。こうした状態、又はその人を俗に出っ歯（反っ歯）と呼ぶ。

## 上顎前突症との関係
歯科においては、上顎前突症には、骨格性のものと歯性のものがあり、「上顎が大きいことによるもの」、「下顎が小さいことによるもの（相対的なもの）」、「歯だけが出っ張っているもの」があると定義し、これが出っ歯の原因として矯正治療の対象とするが、実際に咀嚼や発音に支障をきたす例は稀で、疾病というより主として美容上の理由で行なわれる。
形質人類学では、個人もしくは人種において歯槽部の傾斜・前突が著しい形質と捉え、異常なものとはしない。すなわち、突出の度合いが大き過ぎたり方向が歪んでいて、摂食や発音に不都合や障害をきたす場合は治療を要するが、大部分の出っ歯は障害が見られず、単なる個体差であって、異常や病的とはみなさない。以下に説明するように歴史時代において日本人はほとんどが出っ歯であった事がわかっており、出っ歯を病的あるいは異常とみなすと、過去の日本人全体が病的・異常であったという結論になりかねない。

## 形質人類学から見た原因

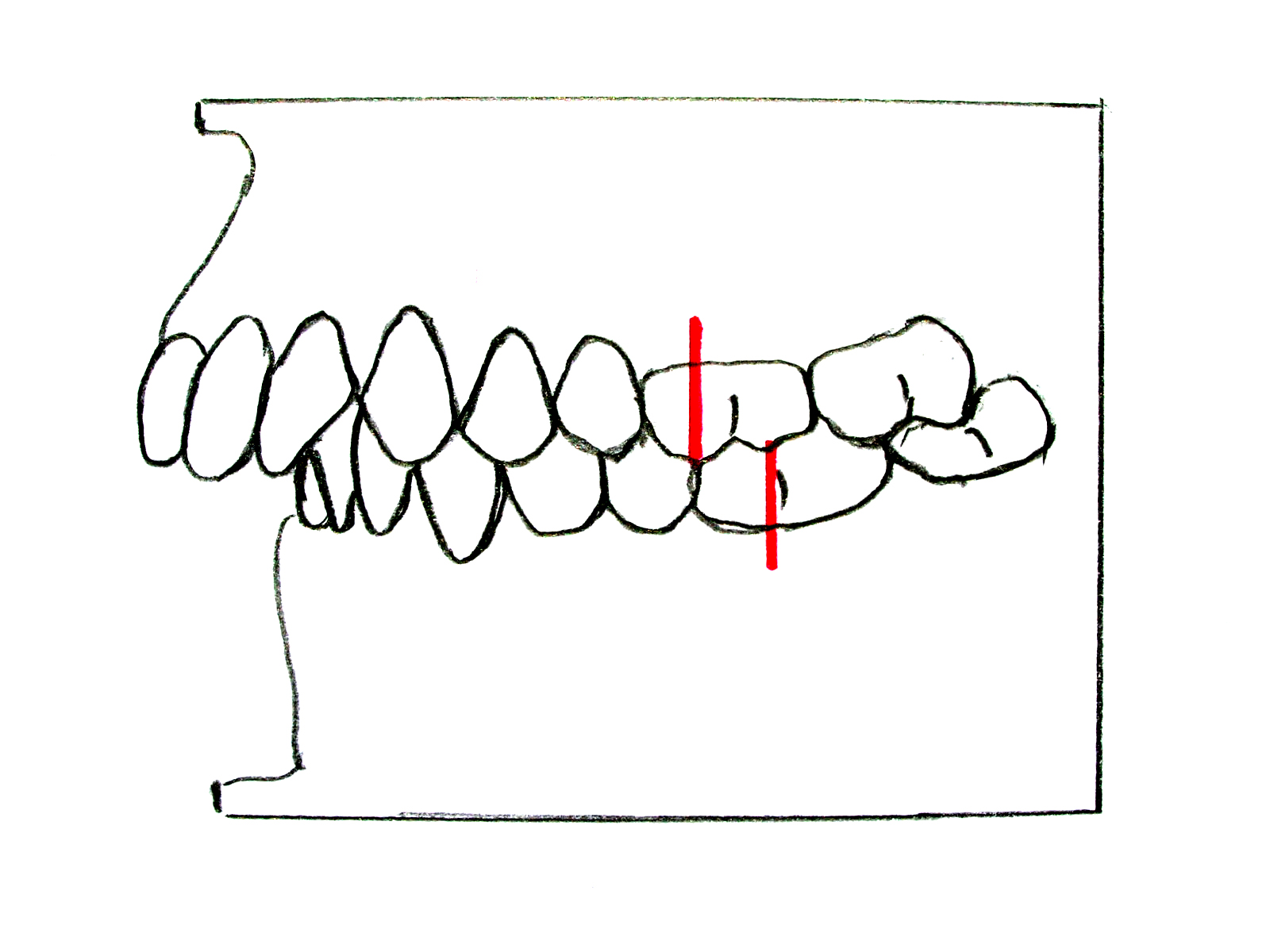
歯槽側面角が小さく切歯が前突する「歯槽性突顎」を示す模式図

骨性の上顎前突症による病的に上顎骨が大きなもの、あるいは歯列の歪みと呼べる事例 もあるが、多くは上顎骨の歯槽部が大きく傾斜して切歯が突出している状態であり、歯列が大きいため歯槽全体が突出するもの、さらに両者の複合による場合もある。いずれも、歯槽側面角が小さい事による突顎すなわち歯槽性突顎によって生ずる形質である。上顎骨のうち、ナゾスピナーレ とプロスチオン を結ぶ線が耳眼水平面と交差する角度を歯槽側面角と呼び、この角度が小さいほど歯槽部の傾斜や前突が大きくなり、歯槽性突顎を生じて出っ歯を形成する事になる。歯槽側面角の大小は個体差もしくは人種差であり、異常ではない。
以下、順次解説するが、日本人は歯槽性突顎が特徴であり、それが出っ歯の多い理由となっていた。

### 突顎の位置付け
現生人類の歯槽の形態については、歯槽側面角の大きさによって表のような区分があるが、「出っ歯」は俗称で、学問上の定義はないので、出っ歯であるか否かの判断は主観による。通常、突顎が高度な場合に出っ歯が起こりやすい。
| 区分         | 角度        |
| ------------ | ----------- |
| 正顎（直顎） | 85.0度以上  |
| 中 顎        | 80.0‐84.9度 |
| 突 顎        | 79.9度以下  |

### 咬合による差異
ただし、歯槽側面角が大きい事のみが必ずしも出っ歯の原因ではない。現代人では、原始生活を営む種族は別として、出っ歯でない人でも上顎骨の切歯部が下顎骨よりやや前方に出ているので、上顎の歯列も下顎のそれより少し前方に位置しているのが普通である。上下の歯の咬み合わせが、いわば鋏の刃のようになっているので「鋏状咬合（きょうじょうこうごう）」と呼ぶ。このため、上顎の歯槽側面角が小さいと上の切歯が突出しやすくなり、下顎の切歯との間に大きな空隙ができて（オーバージェットが過大になって）出っ歯が起こりやすい。一方、現代の原始民族以外で、古代人例えば縄文時代人は比較的歯槽側面角が小さく、突顎で、上顎の歯槽が前突していたが、下顎の切歯と歯槽も前突し、上下の歯列が接合し、ちょうど毛抜きの先端が合うような形態であった。これを手術に用いる鉗子 に例え、「鉗子状咬合（かんしじょうこうごう）」と言う。この状態では、口吻部の前突はあるが出っ歯は起こり得ない。
| 民族・人種           | 鉗子状咬合 | 鋏状咬合 | その他不正咬合 |
| -------------------- | ---------- | -------- | -------------- |
| 日本人               | 3%         | 87%      | 10%            |
| ドイツ人             | 17%        | 79%      | 4%             |
| 黒人                 | 53%        | 41%      | 6%             |
| オーストラリア原住民 | 100%       | 0%       | 0%             |

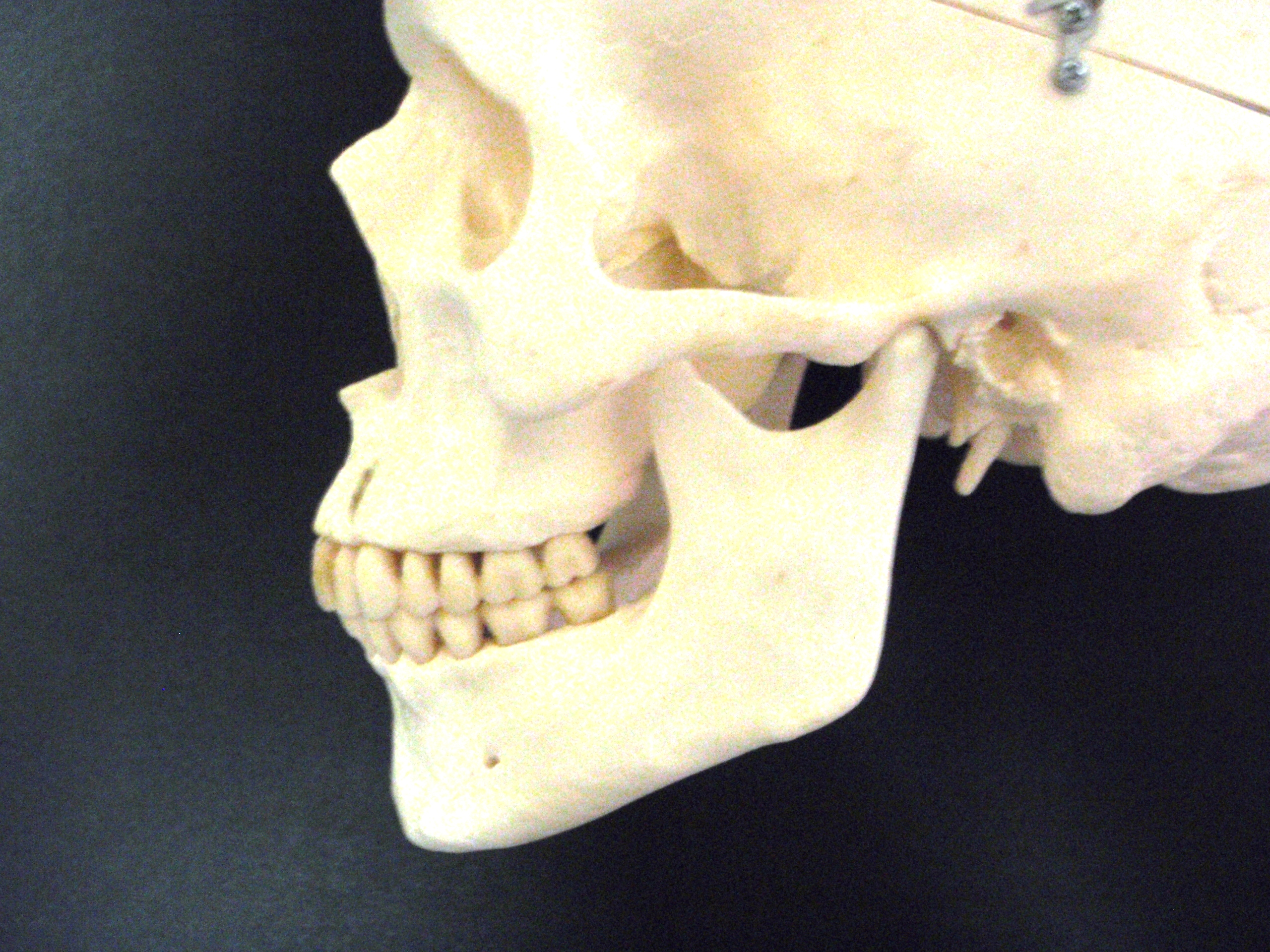
現代人頭骨の顔面部。わずかに上顎切歯が前進し、鋏状咬合である。歯槽側面角が小さくなり歯槽部が前傾すると出っ歯になる。

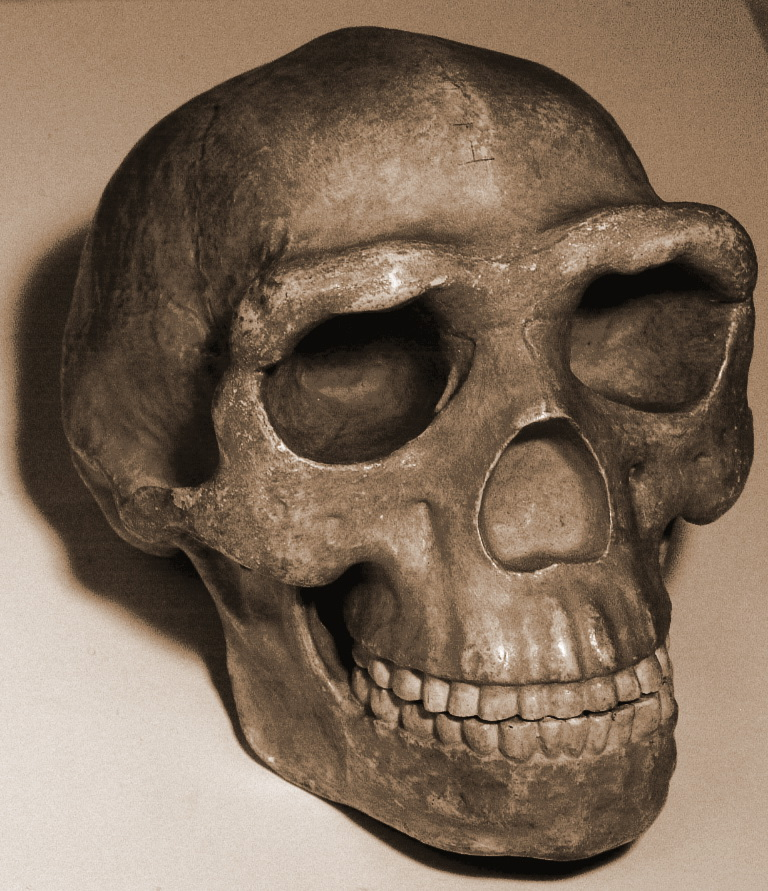
北京原人の頭骨。やや見にくい角度であるが、鉗子状咬合がわかる。

出土した古人骨から判断すると、古人類は猿人から新人に至るまで突顎か正顎かにかかわらず全て鉗子状咬合である。鋏状咬合が出現した理由はよくわからないが、古人類は固く粗雑な食物を摂取しなければならなかったため、それに対応して強い咀嚼力を得るため鉗子状咬合であり、人類が農業を始め、柔らかい食物を摂取するようになって下顎が退化縮小して鋏状咬合に移行した可能性が考えられる。出っ歯は鋏状咬合と共に人類の進化の上ではごく新しい形質と言える。

### 人種差
歯槽側面角の大小には、むろん個人差があるが、人種差が大きい。一般に白色人種は歯槽側面角が大きく（おおむね正顎）、上顎の歯列は前突せず、従って出っ歯はほとんど見られない。黒色人種は白色人種・黄色人種に比べて歯槽側面角が小さいが（60度台で突顎）、鉗子状咬合が多く、やはり出っ歯は少ない。黄色人種は比較的歯槽側面角が小さく、しかも鋏状咬合であるため出っ歯が起こりやすい。特に東南アジア周辺に分布していた(あるいは日本列島で発生し当初からそこに分布していた)と推定される「南蒙古人種」と呼ばれる一群は突顎の傾向がある。日本人は民族形成に当たって南蒙古人種の影響を大きく受けていると考えられ（寺田和夫 『人種とは何か』 岩波新書 1967年）、黄人の中でも出っ歯の方に傾いているが、時代による変化も大きい。

### 日本人における歴史的推移
日本人の人類学的形質が縄文時代から現代に至る間に大きく変化した事が、第2次世界大戦後に鈴木尚（東京大学名誉教授 医学博士 形質人類学）らによって、主として関東地方から出土した人骨資料を基に明らかにされた。先に述べたように縄文時代人は鉗子状咬合であり、出っ歯はなかったが、弥生時代から次第に鋏状咬合が現われ、古墳時代には多くが鋏状咬合となったうえ、歯槽側面角も減少し70度以下になったため、出っ歯が多くなった。鎌倉時代では歯槽側面角が60度近くにまで落ち、著しい出っ歯状態になっている。以後はあまり大きな変化はなかったが、江戸時代中期頃から少しずつ歯槽側面角の増大が始まり、明治時代以降は急速に増大している。現代日本人の歯槽側面角は76.4度（下表参照） で、まだ突顎の範疇であるが、明治時代以前から見ると大きくなっており、出っ歯は見られなくなりつつある。
| 縄文時代 | 古墳時代 | 鎌倉時代 | 室町時代 | 江戸時代 | 現代   |
| -------- | -------- | -------- | -------- | -------- | ------ |
| 69.8度*  | 64.4度   | 60.4度*  | 62.6度   | 63.0度*  | 76.4度 |

（*はグラフから推算した値）
日本人の歴史で見られたこのような変化がなぜ起こったのかはわかっていない。乳幼児期のおしゃぶりの過使用や口呼吸、爪噛みなどが歯列の乱れを引き起こすという説はあるが、大きな時代的変化との関係は考えられない。日本人を含めたモンゴロイドは一般にコーカソイドやネグロイドに比べ相対的に歯牙が大型で（藤田恒太郎 『歯の話』 岩波新書 1965年、その他）、従って歯列も大きくなる可能性が考えられ、出っ歯になりやすいと見られるが、時代によって変化が生ずる原因は不明である。

## 美容面・精神面と治療法
日本においては、第2次世界大戦終結頃までは、日本人の形質として歯槽側面角が小さい事による出っ歯の発現頻度が大きく、出っ歯が普通に見られたため、特に問題視や矯正される風潮はなかった。日本人の国民性として歯並びに無関心であったことも影響していると考えられる。アメリカでは、出っ歯が対象ではないにしても矯正歯科が20世紀初頭には行なわれていたのに対し、日本では第2次世界大戦後になってからの事であった。西洋人はキスなど口による愛情表現が多いが、日本人にはそうした習慣がないので、その影響も考えられる。戦後の日本人には歯槽側面角の増大が目立ち始め、全体として出っ歯の個体は減少し、それに伴い目立つようになり、またアメリカ文化の強い影響下に入った結果、白人の引き締まった口元が美的優位となったため、それらに伴う美的見地から恥ずべき特性とみなされ、歯列矯正が行なわれるようになった。それでも日本では、歯科医学において歯列の歪みである不正咬合の一つとされて治療（歯列矯正など）の対象とはなるものの、口蓋裂を伴うような重篤な場合を除いて疾患とは判断されず、国民健康保険は適用されない。
容貌が重要視される俳優・女優等の中にも、歯列矯正を受けた人が少なくないらしいと、インターネット上のサイトやブログで取り沙汰されているが、日本人の歯並びに対する関心が時代と共に変化している事が示されている。
しかし単に美容面だけではない。日本人全体で出っ歯が改善されつつある中では、出っ歯の者は、特に年少者においては劣等感や自己嫌悪を持つ場合がある。前述のように病気や異常ではないので、日常生活に差し障りがなければ特に治療の必要はないが、精神的負担が強い場合は、それが原因で対人関係の構築に支障をきたしたり人格形成にも影響が考えられるので、歯列矯正等を受ける事が望まれる。
治療法（歯列矯正）は多種多様である。一般には、矯正用の器具を継続的に、又は一定時間装着して微弱な圧力を歯列にかけ続けて徐々に歯を移動させる方式がある。弱い圧力は歯を通じて歯槽骨に伝わり、圧力を受けた歯槽骨は徐々に吸収されて消滅、そこに歯が移動する。反対側では歯の占めていた部分が新しい骨の細胞で埋められ、結果として歯の位置が変わって矯正の効果が表われる（藤田恒太郎 『歯の話』 岩波新書 1965年）。骨細胞の増殖が盛んで骨にも柔軟性のある少年期に行なうのが適しているが、成人でも可能である。長期間を要するのが難であるが、自分自身の歯をそのまま維持できる点が優れている。
他に、歯根部を残して歯の上部を切除した後に差し歯を装着する方法、あるいはブリッジと呼ばれる、抜歯して新しい人工歯を入れる方法がある（両隣りの歯を支えにして固定するのでブリッジと言う）。短時間でできる利点がある半面、自分の生きた歯ではなく異物を接続する事になるので、強度や長期間の維持の面では劣る。

### 補足
欧米人は日本人に比べて歯列矯正を重要視する事実に対し、これを出っ歯の矯正のように言う向きもあるが、前述のように白人には、もともと少ない上顎前突症を除けば、歯槽側面角が大きいため出っ歯はきわめてまれで、彼らの歯列矯正はもっぱら乱杭歯（らんぐいば。歯列の乱れ）に対応したものである。歯槽部は環境の影響を受けやすく、食生活の変化（あまり咀嚼する必要のない柔らかな食物を多く摂取する、等）に伴い縮小しやすいが、歯の大きさは遺伝的に強く固定されており、環境条件に合わせて縮小する事がないため、小さくなった歯槽にサイズの変わらない歯が生えると、正常な曲線を持った歯列を形成できず、歯並びが乱れて乱杭歯になりやすい。西洋では歯並びの美しい事が美的要素として重要視され、例えば乱杭歯の一種である八重歯も、奇怪な形質或いは歯列矯正もできない貧困の象徴として忌避する。かつての日本では、八重歯が若い女性の魅力の一つに数えられ、1970‐80年代にも石野真子・芳本美代子のような八重歯のアイドルが人気を呼んだ。欧米の文化・風潮が知られるようになって次第にそのような意識は薄れつつあるものの、なお根強い。外国で仕事をする機会も多かった彼女らは、後にいずれも歯科治療により八重歯を処置している。

## 出っ歯と文化
- 出刃包丁：江戸時代に泉州（現在の大阪府南部）堺の鍛冶職人が製作した職人が出っ歯だったため、「出歯包丁」の名が付き、後に刃物であることから「歯」が「刃」になった、という説がある。
- 出歯亀（でばかめ、でばがめ）：一般に「のぞき（窃視）」行為やその常習者、窃視趣味の男性のことを指す俗語。1908年に殺人の容疑者として逮捕された「出っ歯の亀吉」こと植木職人の池田亀太郎が、銭湯の女湯ののぞき行為を常習的に行なっていたとされた事から。実際に池田が出っ歯であったかについては否定説もある。なお、のぞき行為は軽犯罪法第1条第23号に抵触する犯罪である。
- おそ松くん：赤塚不二夫のギャグ漫画。主人公が一卵性の六つ子という設定も優れているが、それ以上に脇役たちが強烈な個性と存在感を持ち、特に「イヤミ（初期には井矢見と表記された）」は3枚の出っ歯を特徴として、「シェー」と共に有名になった。
- 第2次世界大戦以前、出っ歯が多く、また近眼でメガネを使用する日本人が多いことが欧米で知られており、太平洋戦争が始まると、アメリカで日本人を敵国民として描いた漫画やポスターには、ステレオタイプ（紋切型）として出っ歯でメガネをかけた日本人が描かれた（埴原和郎 『骨を読む』 中公新書 1965年、他）。

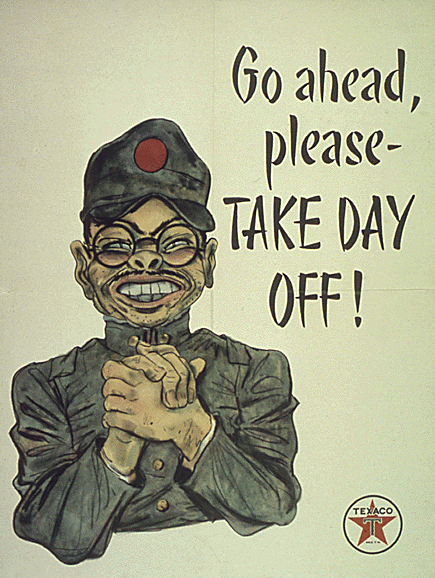
太平洋戦争中にアメリカで作成されたポスターに描かれた、出っ歯でメガネをかけた日本人
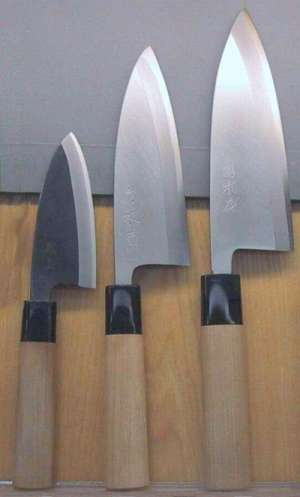
出刃包丁

## 参考資料
本稿の記述に当たっては、
- 鈴木尚 『骨』 学生社 1960年
- 鈴木尚 『日本人の骨』 岩波新書 1963年
- 埴原和郎 『骨を読む』 中公新書 1965年
- 藤田恒太郎 『歯の話』 岩波新書 1965年
- 寺田和夫 『人種とは何か』 岩波新書 1967年
- 片山一道 『古人骨は語る 骨考古学ことはじめ』 同朋舎 1990年

その他の書籍をはじめ、文中で提示した幾つかのインターネットサイト、さらに提示には至らなかった書籍・サイト等多数を参考とした。